# Botaren
Botaren är en sjö i Örebro kommun i Närke och ingår i Nyköpingsåns huvudavrinningsområde. Sjön är 4,6 meter djup, har en yta på 0,608 kvadratkilometer och är belägen 70,1 meter över havet.

## Delavrinningsområde
Botaren ingår i det delavrinningsområde (654339-148711) som SMHI kallar för Inloppet i Kullasjön. Medelhöjden är 100 meter över havet och ytan är 30,7 kvadratkilometer. Räknas de 6 avrinningsområdena uppströms in blir den ackumulerade arean 356,45 kvadratkilometer. Avrinningsområdets utflöde Nyköpingsån (Skräddartorpsån) mynnar i havet. Avrinningsområdet består mestadels av skog (77 procent). Avrinningsområdet har 1,56 kvadratkilometer vattenytor vilket ger det en sjöprocent på 5,1 procent. Bebyggelsen i området täcker en yta av 0,81 kvadratkilometer eller 3 procent av avrinningsområdet.